# 左旋甲基苯丙胺

左旋甲基苯丙胺 (levomethamphetamine)又稱左旋甲基安非他命，是右旋甲基苯丙胺的旋光異構體。左旋甲基苯丙胺是擬交感神經血管收縮劑，是一些非处方(OTC) 鼻腔去阻塞吸入劑的活性成分。

## 藥理學特性
左旋甲基苯丙胺可穿越血腦屏障並作為TAAR1激動劑，也作為去甲腎上腺素釋放劑 (對多巴胺系統較無影響)。它跟右旋甲基苯丙胺一樣影響中樞神經系統，但作用方式不同。不同於右旋甲基苯丙胺，它在低劑量沒有造成欣快或成瘾的特性。在他的幾項生理作用中，血管收縮作用使其可用於去鼻腔阻塞噴劑。
左旋甲基苯丙胺的半衰期約為13.3至15小時，右旋甲基苯丙胺則為10.5小時。